# 馬克霍夫格拉本河
48°59′52.48″N 10°56′26.40″E / 48.9979111°N 10.9406667°E
馬克霍夫格拉本河（德語：Markhofgraben），是德國的河流，位於該國東南部，由巴伐利亞負責管轄，屬於屈倫巴赫河的右支流，河道全長1.1公里，流域面積0.8平方公里。